# Saint Vivant
Saint Vivant est un saint catholique du IIIe – IVe siècle.

## Formes du nom
Viventius en latin, il est parfois aussi appelé Vivence.
Marilier fait remarquer que les noms « Vincent » et « Vivant » ont souvent été confondus dans les toponymes.

## Biographie
On sait très peu de choses sur sa vie. 
Il est né « païen » dans l'actuel Proche-Orient : peut-être en Samarie en Palestine selon la vita que Marilier appelle "légende", ou à Antioche en Syrie.
Il y a clairement eu une conversion au christianisme mais il n'y a aucune certitude sur la façon dont cette conversion a pu arriver. La légende dit qu'elle s'est faite par saint Georges de Lydda et une date est citée : vers 285, ce qui serait remarquablement précoce de la part de saint Georges puisqu'en 285 il avait de 5 à 10 ans d'âge ou guère plus. Il y a un peu plus de légitimité à penser que Viventius se convertit sous le règne de Dioclétien (244-311), le très bureaucrate et très autocrate empereur romain.
Il devient prêtre et arrive « au IVe siècle » en pays d'Herbauges dans le Bas-Poitou, qu'il commence à évangéliser. 

Quant à la date de cette arrivée, elle est aussi incertaine que toutes les autres dates le concernant. Il est possible qu'il ait fui  la grande persécution de Dioclétien de 303-311, ou plus exactement celle de la tétrarchie que Dioclétien a instaurée. Fuyant ces persécutions, Viventius aurait erré sur la mer et abordé (vers 360 selon certains, ce qui là aussi est incohérent avec les dates précédentes) les rives de la Vendée dont il aurait commencé l'évangélisation.
Il aurait vécu à l'île d'Olonne (près des Sables-d'Olonne). Saint Hilaire, évêque de Poitiers, l'accueille favorablement et lui donne le château de Gravion, ancienne fortification que  Viventius/Vivant transforme en petite église. Marilier indique que ce château était probablement à l'emplacement de l’actuel village Saint-Vincent-sur-Graon, et note que le nom de Vincent et de Vivant ont souvent été confondus dans les toponymes. 

Une petite communauté religieuse se forme, où Viventius vit jusqu'à un âge avancé (120 ans, disent certains).

## Les tribulations de ses reliques
Les raids vikings
Enterré sur place, sa sépulture reste intacte jusqu'aux invasions vikings de la fin du IXe siècle ; en ces temps perturbés, les religieux partent alors avec les reliques pour les mettre à l'abri.
Auvergne et Jura
Ils vont d'abord à Clermont, où ils sont accueillis par l'évêque d'Auvergne Agilmarus (873-891). Agilmar leur donne un de ses domaines familiaux dans le comté d'Amaous, sur lequel les moines construisent un établissement religieux : le monastère Saint-Vivant en Amaou, sur la commune actuelle de Biarne (dans le département du Jura, entre Auxonne (8 km au nord-ouest) et Dole (6 km au sud-est), entre les rivières Saône (6 km à l'ouest) et Doubs (8 km au sud-ouest). L'abbé Chaume date cette arrivée en Amaous de 868.
Le prieuré Saint-Vivant en Amaous, qui reste la propriété des moines après leur départ puisque seul l'évêque donateur ou ses successeurs pouvaient le réclamer et qu'aucun ne l’a fait, devient un très grand domaine qui s'étend jusqu'à la Saône et jusqu'aux remparts d'Auxonne. Les paroisses de Champvans et Menotey y sont annexées (dont les dîmes), de même les églises de Meuillez, Broin, Charrey et Bonnencontre, et le patronage ecclésiastique de Genlis
. Saint-Vivant de Vergy conserve ce domaine jusqu'en 1616, date à laquelle les jésuites du nouveau collège de Dole le récupèrent moyennant un échange avec le temporel du prieuré Notre-Dame de Losne (voir l'article « Abbaye Saint-Vivant de Vergy » pour plus de détails).
Côte-d'Or - Vergy
Une vingtaine d'années après, les vikings atteignent cette région et incendient le monastère en Amaous vers 888 ou 891. Les moines doivent encore fuir. Ils arrivent au château de Vergy, où le comte Manassès Ier de Chalon les accueille. Réalisée  au plus tôt en 894, il ne semble pourtant pas que la fondation de l'abbaye Saint-Vivant de Vergy soit faite avant l'an 900 ; car Manassès, mort en 918, fonde cette abbaye de Vergy vers la fin de sa vie, sur un arrière-plan de décision testamentaire.

## Lavita

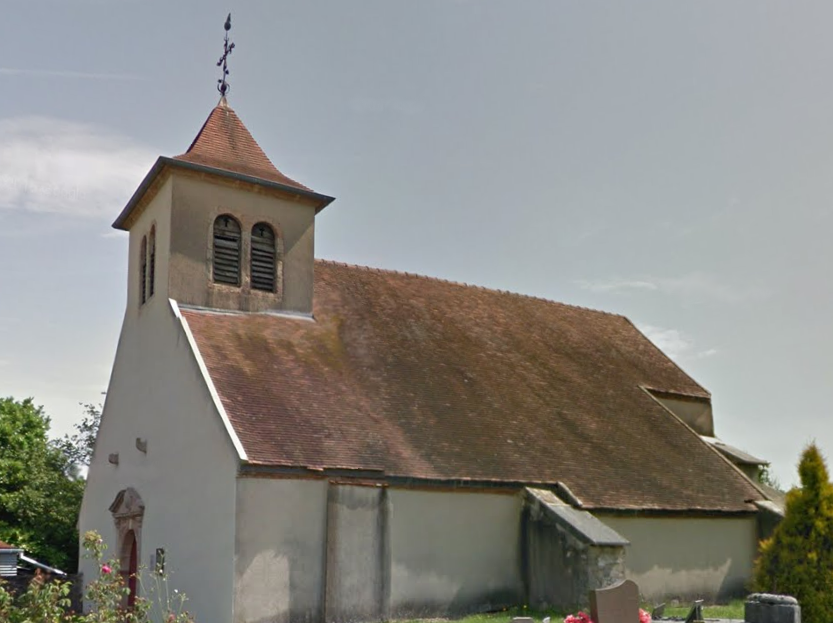
Église Saint-Hilaire,
Saint-Vivant en Amaous (Biarne)

Le flou qui entoure sa vie caractérise également la gestation de sa Vita, qui a pu être écrite soit au IXe siècle dans le Poitou et complétée à Vergy avant l'an 950, soit entièrement rédigée à Vergy.

## Lieux et objets de mémoire
Vivant est devenu l'un des prénoms caractéristiques de la Bourgogne du sud.
À partir de l'abbaye Saint-Vivant de Vergy, qui possédait de nombreuses vignes réputées, son nom figure dans de prestigieuses appellations de vins, comme le romanée-saint-vivant.
Saint Vivant est le patron de l'église de Savigny-en-Revermont.
Saint Vivant, et l'abbaye Saint-Vivant de Vergy ainsi que ses fondateurs Manassès de Chalon et sa femme, sont brodés sur un vêtement sacerdotal du XIIIe siècle ; la broderie a probablement été réalisée en Angleterre.
L'église Saint-Hilaire au lieu-dit « Saint-Vivant » est le seul vestige du monastère Saint-Vivant en Amous.